# Themba Masuku

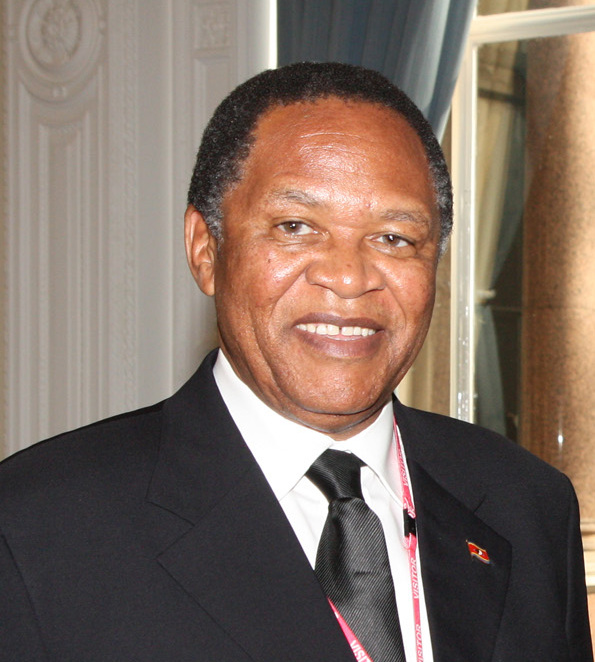
Themba Masuku, 2013

Themba Nhlanganiso Masuku (* 7. Juli 1950) ist ein eswatinischer Politiker, der von 2008 bis 2013 sowie von 2018 bis 2020 stellvertretender Premierminister und seit dem 13. Dezember 2020 bis zum 16. Juli 2021 kommissarisch Premierminister Eswatinis war. Am 16. Juli wurde Cleopas Dlamini zum  Ministerpräsidenten ernannt.

## Karriere
Themba Masuku erhielt seinen Master of Science von der University of Missouri. In den 1990er Jahren bekleidete er verschiedene Posten in der Regierung von Swasiland, unter anderem als Minister für Landwirtschaft und Genossenschaften, als Minister für Wirtschaftsplanung und Entwicklung sowie als Finanzminister von 1996 bis 1998. Danach war Masuku bei der Ernährungs- und Landwirtschaftsorganisation der Vereinten Nationen tätig. Er wurde 2008 von König Mswati III. zum stellvertretenden Premierminister ernannt und diente in dieser Position bis 2013, als er Regionalverwalter für den Bezirk Shiselweni wurde. Themba Masuku kehrte in seine Position als stellvertretender Premierminister zurück, als Premierminister Ambrose Mandvulo Dlamini im November 2018 sein Kabinett vorstellte. Nach Dlaminis Tod am 13. Dezember 2020 wurde er amtierender Premierminister.